# Follow Me (2020)
Follow Me (Alternativtitel: No Escape) ist ein US-amerikanischer Horrorfilm aus dem Jahr 2020.

## Handlung
Der junge Cole macht große Teile seines Lebens seit zehn Jahren durch Live-Videos auf seinem Social-Media-Kanal öffentlich. Zum Jubiläum durften seine Follower abstimmen, wo die nächste spektakuläre Live-Übertragung stattfinden soll, und die Wahl fiel auf Moskau. Mit seiner Freundin Erin und seinen Freunden Dash, Sam und Thomas fliegt er deshalb in die russische Hauptstadt. Im Flugzeug verrät Dash Cole, dass die Gruppe dort neben luxuriösen Hotels und Restaurants einen ganz besonderen Escape Room besuchen wird. Organisiert wird alles von dem sehr reichen jungen Russen Alexei.
Alexei und seine Freundin Viktoria führen die Gäste zunächst in einen noblen Club. Während Cole dort mit seinen Fans Alina und Alisa flirtet, wird Erin hinter seinem Rücken von bewaffneten Männern angegriffen. Nach der ersten Übernachtung wollen Dash, Sam und Thomas zunächst in ihrem Luxushotel bleiben, während Cole und Erin die Stadt erkunden. Auf dem Weg in die Stadt erhält Cole von dem von Alexei organisierten Fahrer Vitali ein Geldbündel. Auch bei einem Besuch in einer Bar wird der Einfluss des reichen Russen deutlich.
Am Abend trifft sich die Gruppe dann beim Escape Room. Alexei erklärt den Gästen aus den Vereinigten Staaten, dass die Überwachungskameras mit Coles Livestream verbunden sind und die Fans somit alles mitverfolgen können. Die Räumlichkeiten, die sie betreten, gehörten zu einem bolschewistischen Gefängnis. Wenig später befindet sich Cole allein in einer Gefängniszelle. Dort liegt eine männliche Leiche. Anhand eines Kreuzes auf der Brust kommt Cole zu dem Schluss, dass er die Leiche aufschneiden muss, und findet im Magen einen Schlüssel, mit dem er in den Gang des Gefängnisses kommt.
Seine Freunde sind in anderen Einzelzellen in verschiedenen Folterinstrumenten gefangen. Dash steckt in einer Eisernen Jungfrau und Sam wird wie auf einer Streckbank mit Seilen gefoltert. Cole befreit die beiden, nachdem er in den gegenüberliegenden Zellen eine Konstruktion mit großen Zahnrädern zusammengebaut hat. Sam ist an einen elektrischen Stuhl gebunden. Die Männer müssen ein Metallteil wie bei einem Heißen Draht durch ein Labyrinth bewegen, wobei Sam bei jeder Berührung einen Stromschlag bekommt. Auch sie wird befreit. Erin hat einen Schlüssel in der Hand, steckt aber in einem Wassertank, der allmählich vollläuft. Um die Tür zu Erins Zelle zu öffnen, löst die Gruppe das Rätsel, bei dem mit Behältern für drei und fünf Liter vier Liter abgemessen werden. Der Wasserstand wird bedrohlich und die Freunde versuchen vergeblich, über die Kameras Kontakt zu Alexei aufzunehmen. Im letzten Moment löst Cole den Verschluss des Wassertanks mit einem Zahnrad und befreit seine Freundin.
Die Freunde glauben, das Abenteuer überstanden zu haben, doch draußen sehen sie, wie eine Frau vor ihren Augen erschossen wird. Daraufhin werden sie von bewaffneten Männern entführt. Wenig später sieht sich Cole in einem Raum voller Folterwerkzeuge dem Russen Andrei, dem Anführer der Verbrecher, gegenüber. Dieser überträgt im Livestream, wie er Amerikaner foltert, und kündigt an, dass jede halbe Stunde einer der Freunde sterben wird. Cole wird in einer Gefängniszelle gefesselt. Dort sieht er auf einem Bildschirm, wie Andrei Sam die Kehle durchschneidet. In einem Wutanfall schafft er es, sich von seinen rostigen Handschellen zu befreien, und klettert in einen Lüftungsschacht. Durch ein Gitter verfolgt er, wie Andrei Dash knebelt und ihm die Arme absägt. Dabei bemerkt der Russe Cole. Der Amerikaner flieht vor dessen Handlangern und gelangt mit einem Code, der in einem Zettel auf dem geschenkten Geldbündel steckte, nach draußen. Dort trifft er den Fahrer Vitali, der ihn zuvor in die Stadt gebracht hatte. Der Mann bietet ihm das Auto als Fluchtwagen an, doch Cole möchte seine Freunde nicht alleine lassen und geht zurück ins Gebäude.
Drinnen findet er Thomas, der erblindet zu sein scheint. Auf der Flucht vor den Russen stürzt Thomas mit einem der Angreifer in einen Aufzugsschacht. Cole nimmt die Pistole des Russen an sich und ist nun auf sich alleine gestellt. Er beobachtet, wie Alexei, Andrei und ihr Partner Lev den Fahrer Vitali als Verräter aufgreifen und erschießen. Im Folterraum trifft er auf Erin, die von Andrei mit einer Pistole festgehalten wird. Cole versucht seine Freundin zu befreien, doch sie wird erschossen.
Danach gelangt Cole in einen großen dunklen Raum, wo ihm Alexei gegenübersteht. Wütend schlägt Cole auf Alexei ein und tötet ihn. In dem Moment erscheinen auf großen Leinwänden plötzlich Szenen aus Coles Videos. Als das Licht angeht, sieht dieser seine Freunde, die alle noch leben, und andere Menschen. Durch weitere Szenen auf den Leinwänden wird klar, dass alle Folterszenen und die vermeintlichen Morde nur vorgetäuscht waren. Zum Schluss ist zu sehen, wie die Freunde das ganze Spektakel geplant haben.

## Produktion
Der Film wurde in Moskau und Los Angeles gedreht.

## Rezeption
Die Rezensenten vergleichen Follow Me einerseits mit Escape Room (2017) und Escape Room (2019) sowie mit den Horrorfilm-Reihen Saw und Hostel. Dabei kommen sie zu gemischten Eindrücken.
Christoph Petersen lobt in seiner Rezension bei Filmstarts.de den Protagonisten und die einigermaßen realistischen Rätsel und sieht einen „vergleichsweise bodenständige[n] Escape-Room-Thriller mit zurückhaltenden Folterhorror-Einschüben und einem besonders fiesen Twist“.
Antje Wessels kommt in ihrer Kritik zu einem zwiespältigen Eindruck: „Doch war der Bruch zwischen den reißerisch-gut-gelaunten Internetvideos hin zum Hardcore-Horrorszenario in der ersten halben Stunde noch ganz spannend, verläuft ab sofort alles in geregelten Genrebahnen – selbst das plötzliche Auftauchen der maskierten Schlächter sorgt schon längst nicht mehr für Gänsehaut.“ Auch Andreas Köhnemann erkennt in seiner Rezension bei kino-zeit.de ungenutztes Potential: „Voyeurismus im Social-Media-Zeitalter, die Gier nach immer krasserem „Content“ – aus diesen Ansätzen hätte etwas Wuchtigeres werden können als ein leicht modernisierter Saw- und Hostel-Verschnitt.“
Der Rezensent beim Horror-Magazin kritisiert die „altbekannte Handlung, in der die Lösung des großen Ganzen am Ende nur den egozentrischen Protagonisten Cole überrascht“ und meint, dass im Finale „die Moralkeule unnötigerweise mit voller Härte zuschlägt“. Auch Oliver Armknecht von film-rezensionen.de bemängelt die fehlenden Überraschungen, bei der auch die Twists „keine gesteigerte prophetische Gabe [erfordern], um vorzeitig als solche erkannt zu werden“. Er lobt aber das Setting; dieses sorge für ein „beklemmendes bis klaustrophobisches Gefühl, was dann eben doch irgendwo auch Spannung erzeugt“.